# Regionalizm państw europejskich
Regionalizm państw europejskich – pojęcie z zakresu politologii dotyczące procesów prowadzących do decentralizacji funkcji państwo.
Wyróżnia się dwa typy regionalizmu:
1. Regionalizm odgórny – inicjowany przez centralne władze państwowe. Przykładem mogą być konstytucyjne uwarunkowania w Niemczech oraz koncesje na rzecz kulturowych i językowych mniejszości w Belgii i Wielkiej Brytanii.
2. Regionalizm oddolny – z tendencjami do decentralizacji i rozwoju autonomii regionalnej.

W ramach tego regionalizmu wyróżnia się:
- regionalizm konserwatywny - opozycja do redystrybucyjnej funkcji państwa.
- regionalizm burżuazyjny - programy elit gospodarczych w najwyżej rozwiniętych regionach, wiąże się to z postulatami pozbycia się z nadmiernych obciążeń fiskalnych.
- regionalizm technokratyczny - funkcjonowanie państwa w oparciu o niektóre preferowane dziedziny gospodarki.
- regionalizm progresywny - dotyczy doktryn głoszonych przez partie lewicowe.
- regionalizm populistyczny - prawicowy eksterminizm zwrócony przeciwko najbiedniejszym regionom i polityce imigracyjnej rządu.
- regionalizm separatystyczny - dążenia niektórych grup etnicznych do wyodrębnienia się w obrębie jednostki państwowej.